# Malczkówko
Malczkówko (deutsch Neu Malzkow, kaschubisch Nowè Môlczëce) ist ein kleiner Ort in der polnischen Woiwodschaft Pommern. Er gehört zur Landgemeinde Potęgowo im Powiat Słupski (Kreis Stolp).

## Geographische Lage und Verkehrsanbindung
Malczkówko liegt in Hinterpommern, südöstlich der Kreisstadt Słupsk (Stolp) und zwei Kilometer nordwestlich des Dorfs Malczkowo (Malzkow) an der Woiwodschaftsstraße 211, die von Nowa Dąbrowa (Neu Damerow) nach Żukowo (Zuckau) führt. Bahnanschluss besteht über die Station Strzyżyno Słupski an der von Danzig nach Stargard.

## Geschichte
Der ehedem Neu Malzkow genannte Ort war bis 1945 ein Ortsteil der Gemeinde Malzkow. Die Gemeinde Malzkow war damals Teil des Landkreises Stolp im Regierungsbezirk Köslin der  Provinz Pommern.
Gegen Ende des Zweiten Weltkriegs wurde Neu Malzkow am 8. März 1945 von der Sowjetarmee besetzt. Nach Kriegsende wurde Neu Malzkow zusammen mit ganz Hinterpommern unter polnische Verwaltung gestellt. Das kleine Dorf Neu Malzkow wurde von den Polen in  Malczkówko umbenannt.
Das Dorf gehört heute zu der Gmina Potęgowo im Powiat Słupski der Woiwodschaft Pommern (1975 bis 1998 Woiwodschaft Słupsk). Mit seinen 41 Einwohnern gehört Malczkówko zum Schulzenamt Malczkowo.

## Kirche
Kirchlich war das von einer überwiegend evangelischen Bevölkerung bewohnte Neu Malzkow in das Kirchspiel Lupow (polnisch Łupawa) im Kirchenkreis Stolp-Altstadt in der Kirchenprovinz Pommern der Kirche der Altpreußischen Union eingegliedert. Letzter deutscher Geistlicher war Pfarrer Gerhard Gehlhoff. Seit 1945 lebt in Malczkówko eine mehrheitlich katholische Einwohnerschaft. der Bezug zum ehemaligen Pfarrsitz ist geblieben, doch ist Łupawa nun auch Sitz des gleichnamigen Dekanats, das zum Bistum Pelplin der Katholischen Kirche in Polen gehört. Evangelischerseits ist Malczkówko heute in die Kreuzkirchengemeinde in Słupsk in der Diözese Pommern-Großpolen der Evangelisch-Augsburgischen Kirche in Polen eingepfarrt.